# 服部呰女
服部 呰女（はとりべ の あさめ、生没年不詳）は、奈良時代の女性。

## 経歴・人物
武蔵国都筑郡の人物。天平勝宝7歳（755年）2月、防人として筑紫に派遣された服部於田の妻。筑紫に赴いた夫が詠んだ歌に対する返歌が『万葉集』にのる。

## 歌
- 我が夫汝を 筑紫へ遣りて 愛しみ 帯は解かなな 奇にかも寝も[2]